# Dinamo Irkuck
Dinamo Irkuck (ros. «Динамо» Иркутск) – rosyjski klub piłkarski z Irkucka na wschodzie kraju.

## Historia
Piłkarska drużyna Dinamo została założona w mieście Irkuck prawdopodobnie w latach 30. XX wieku.
W 1937 i 1938 zespół startował w rozgrywkach Pucharu ZSRR.
Później już nie uczestniczył w rozgrywkach na poziomie profesjonalnym, a występował w turniejach lokalnych, dopóki nie przestał istnieć.

## Osiągnięcia
- 1/16 finału Pucharu ZSRR: 1938